# Nos célébrations
 (juillet 2020).
- Si vous ne connaissez pas le sujet, laissez ce bandeau (vous pouvez alors contacter les auteurs).
- Si vous supprimez le contenu mis en cause (vous pouvez préalablement contacter les auteurs),

argumentez précisément cette suppression dans la page de discussion
(un manque de référence n'est pas un argument ; une recherche réelle de référence doit avoir été effectuée, être formellement documentée).
Singles de Indochine
Gloria
(2019) 3SEX
(2020)
Nos célébrations est une chanson du groupe de rock français Indochine, sortie en single le 26 mai 2020. Il s’agit du premier extrait de la compilation Singles Collection (2001-2021).

## Composition et enregistrement
Nos célébrations est composée de deux gimmicks : Nicola Sirkis a trouvé le premier et Oli de Sat le second. Les différents instruments qui la constituent sont la guitare acoustique, la basse, le piano et enfin la batterie, entièrement interprétée par Ludwig Dahlberg.
Elle a été composée au Rak Studio de Londres par Duncan Fuller et enregistrée au studio ICP de Bruxelles par Erwin Autrique en novembre 2019. 
Le mixage audio a été fait par Mick Guzauski au Barking Doctors Studio à Woodland Hills et le mastering par Chab Mastering à Paris.

## Clip vidéo
Le clip, réalisé par High Scream, met en scène Nicola en voyage dans un train, observant par la fenêtre, plusieurs événements qui représenteraient le parcours du groupe, sous différents angles. Des personnalités politiques, des événéments marquants ou des références aux albums du groupe sont présents.
Le clip intégral, précédé d’un teaser dévoilé le jour de la sortie du maxi CD single, a été publié le 25 juin 2020, sur la chaîne YouTube officielle de la formation, sous forme de « première », pendant laquelle les fans pouvaient partager leur ressenti. Après sa diffusion, un échange d'une quinzaine de minutes a été fait entre le public et deux des musiciens.[réf. nécessaire]

## Liste de titres
| 1. | Nos célébrations                       | 5:04 |
| 2. | Nos célébrations (Versailles Club Mix) | 6:48 |
| 3. | Nos célébrations (Club Mix)            | 7:45 |
| 4. | Nos célébrations (Instrumental)        | 5:04 |
| 5. | Nos célébrations (Edit)                | 3:58 |

## Classements hebdomadaires
| Classement (2020)                       | Meilleure position |
| --------------------------------------- | ------------------ |
| Belgique (Wallonie Ultratop 50 Singles) | 12                 |
| Belgique (Wallonie Ultratop 50 Airplay) | 5                  |
| France (SNEP)                           | 69                 |
| France (SNEP Radio)                     | 4                  |
| France (SNEP Ventes)                    | 1                  |
| Suisse (Charts Romandie)                | 1                  |

## Historique de sortie
| Pays/Région | Date        | Format                    | Label            | Réf.  |
| ----------- | ----------- | ------------------------- | ---------------- | ----- |
| Divers      | 26 mai 2020 | Téléchargement, streaming | Indochine, Smart | [ 2 ] |
| Divers      | 26 mai 2020 | CD maxi-single            | Indochine, RCA   | [ 8 ] |